# 盾牌座V432
盾牌座V432，又名BD-14 5077，HD 170397、SAO 161528、HR 6932，是盾牌座的一颗恒星，视星等为5.96，位于銀經17.51，銀緯-1.92，其B1900.0坐标为赤經18h 24m 4.6s，赤緯-14° -1.92′ 51″。